# Cabinet Biedenkopf I
Le cabinet Biedenkopf I est le gouvernement régional (Landesregierung) du Land de Saxe en fonction entre le 8 novembre 1990 et le 6 octobre 1994, durant la première législature du Landtag.
Il était dirigé par le Ministre-président chrétien-démocrate Kurt Biedenkopf et soutenu par la seule Union chrétienne-démocrate d'Allemagne (CDU), qui disposait de 92 députés sur 150.
Il était le premier gouvernement formé depuis le rétablissement du Land, supprimé en 1952, et il a cédé sa place au cabinet Biedenkopf II.

## Composition
| Portefeuille                                                           | Titulaire                      | Titulaire                         | Parti |
| ---------------------------------------------------------------------- | ------------------------------ | --------------------------------- | ----- |
| Ministre-président                                                     |                                | Kurt Biedenkopf                   | CDU   |
| Ministre de l'Intérieur                                                |                                | Rudolf Krause jusqu'au 29/09/1991 | CDU   |
| Ministre de l'Intérieur                                                | Heinz Eggert                   |                                   | CDU   |
| Ministre des Finances                                                  |                                | Georg Milbradt                    | CDU   |
| Ministre de la Justice                                                 |                                | Steffen Heitmann                  | CDU   |
| Ministre de l'Économie et du Travail                                   |                                | Kajo Schommer                     | CDU   |
| Ministre des Affaires sociales                                         |                                | Hans Geisler                      | CDU   |
| Ministre de l'Agriculture, de l'Alimentation et des Forêts             |                                | Rolf Jähnichen                    | CDU   |
| Ministre de l'Éducation                                                |                                | Stefanie Rehm jusqu'au 15/02/1993 | CDU   |
| Ministre de l'Éducation                                                | Friedbert Groß                 |                                   | CDU   |
| Ministre de la Science et de la Culture                                |                                | Hans-Joachim Meyer                | CDU   |
| Ministre de l'Environnement et du Développement régional               |                                | Karl Weise jusqu'au 31/12/1991    | CDU   |
| Ministre de l'Environnement et du Développement régional               | Arnold Vaatz                   |                                   | CDU   |
| Ministre avec attributions spéciales Chef de la chancellerie régionale |                                | Arnold Vaatz jusqu'au 31/12/1991  | CDU   |
| Ministre avec attributions spéciales Chef de la chancellerie régionale | Karl Weise jusqu'au 05/04/1993 |                                   | CDU   |